# Funktionsintegration
Funktionsintegration bezeichnet in der Konstruktionslehre das Ziel, mit möglichst wenigen Bauteilen möglichst viele technische Funktionen abzudecken. Synonym werden die Begriffe funktionale Integration, Funktionsvereinigung, integrale Funktionsausnutzung oder multifunktionale Nutzung verwendet.
Irrtümlicherweise wird die Funktionsintegration häufig mit dem Begriff Integralbauweise gleichgesetzt, der jedoch ein eigener Standpunkt zugewiesen werden kann. Zum Vergleich liegen bei der Integralbauweise die zur Realisierung der einzelnen Funktionen notwendigen Wirkflächen oder Wirkbewegungen separat vor, während sie bei der Funktionsintegration ineinander aufgehen.

## Ziel
Im Maschinenbau wird Funktionsintegration nicht als Ziel an sich, sondern immer als Mittel zu anderen Zielen genutzt. Dies liegt darin begründet, dass der Kundennutzen sich nicht in der oben skizzierten Relation Bauteile zu Funktionen manifestiert, sondern zum Beispiel in geringerem Gewicht, geringeren Kosten oder mehr Funktionalität. Auch wenn in der Literatur (zum Beispiel: Fri67) darauf hingewiesen wird, dass integrative Konstruktionen intuitiv als „eleganter“ empfunden werden, ist ein direkter Zusammenhang zwischen höherer Funktionsintegration eines Produktes und einem höheren Produktnutzen nicht nachgewiesen.
Man erhofft sich durch Funktionsintegration im Wesentlichen Verbesserungen im gesamten Wertschöpfungsprozess des Unternehmens sowie Produktverbesserungen:
Im Unternehmen:
- Vereinfachte Engineeringprozesse z. B. durch minimierten Konstruktionsaufwände
- Verringerte Anzahl an Bestellungen, geringere Aufwände bei der Artikelpflege oder beim Liefertracking
- Verminderte Lagerkosten durch die reduzierte Anzahl an Artikeln
- Vereinfachung und Beschleunigung der Montage, z. B. durch Gewichtsreduktion und weniger Fügeoperationen
- Eventuell eine schnellere Inbetriebnahme z. B. wenn nur eine Komponente parametriert werden muss anstatt mehrerer

Beim Produkt:
- Erhöhter Kundennutzen durch mehr Funktionalität (unter Umständen bei gleichen Kosten, zum Beispiel Schweizer Messer)
- Gewichtsreduktion durch das Einsparen von Bauteilen
- Erhöhte Werkstoffausnutzung und dadurch weniger Materialkosten
- Steigerung der Zuverlässigkeit, z. B. durch integrierte Redundante Funktionen oder eliminierte Störungen an Bauteiltrennungen

Das Erreichen der Produktziele ist jedoch von der konkreten Problemstellung abhängig, da sich auch auf Grund der oftmals komplexeren geometrischen Form der Bauteile erhebliche Mehrkosten ergeben können.

## Beispiel Maschinenbau
Ein Motorengehäuse dient zugleich als
- die Abdichtung des Kolbenraumes,
- die Wärmeableitung der Verbrennungsvorgänge,
- die mechanische Zusammenfassung/Einbettung der Motorenteile, und
- die Bildung eines Gegenmomentes an der Motorwelle.

## Methoden
Während die Funktionsintegration als Bauprinzip in fast jedem Standardwerk zur Konstruktionslehre finden lässt, gibt es vergleichsweise wenige konkrete Handlungsanweisungen zur Funktionsintegration. Als Beispiel lässt sich zum Beispiel die gezielte Funktionsintegration auf dem abstrakten Niveau der Funktionsträger nach Roth anführen.
Eine Sammlung von Konstruktionsregeln zur Funktionsintegration sowie einen Konstruktionskatalog mit Methoden zur Funktionsintegration wurde an der TU Braunschweig erarbeitet.